# Charlotte Zwerin
Charlotte Zwerin est une réalisatrice américaine née le 15 août 1931 à Détroit dans le Michigan est décédée le 22 janvier 2004 à New York d'un cancer à l'âge de 72 ans.
Elle est la réalisatrice du film Thelonious Monk: Straight, No Chaser consacré au pianiste Thelonious Monk.
Les cadreurs Michael et Christian Blackwood filment en  1967-1968, le pianiste, essentiellement durant une tournée européenne avec un orchestre d'effectifs moyen Cette œuvre d'une heure est diffusée sur une télévision allemande. 
En 1980,  Charlotte Zwerin est contactée par un producteur, les difficultés financières sont aplanies grâce à l'aide de Clint Eastwood. La réalisatrice enrichit le film par des extraits de séances d'enregistrements dans les studios de la Columbia, et par des interview de quelques familiers et de son fils, le batteur T.S. Monk.
Le film mêle le cocasse, l'émotion et quelques instants de beauté, en divers aspects de ce génie musical, de cet albatros baudelairien que « ses ailes de géant empêchent de marcher » .
Cette œuvre n'a eu aucun succès, mais on peut espérer, et même prévoir pour lui, une  permanence plus certaine dans la mémoire.
Charlotte Zwerin est la femme du tromboniste Mike Zwerin. Le couple a longuement résidé en France durant la dernière décennie, dans l'indifférence à peu près générale.